# Gnadenkirche (Mannheim)

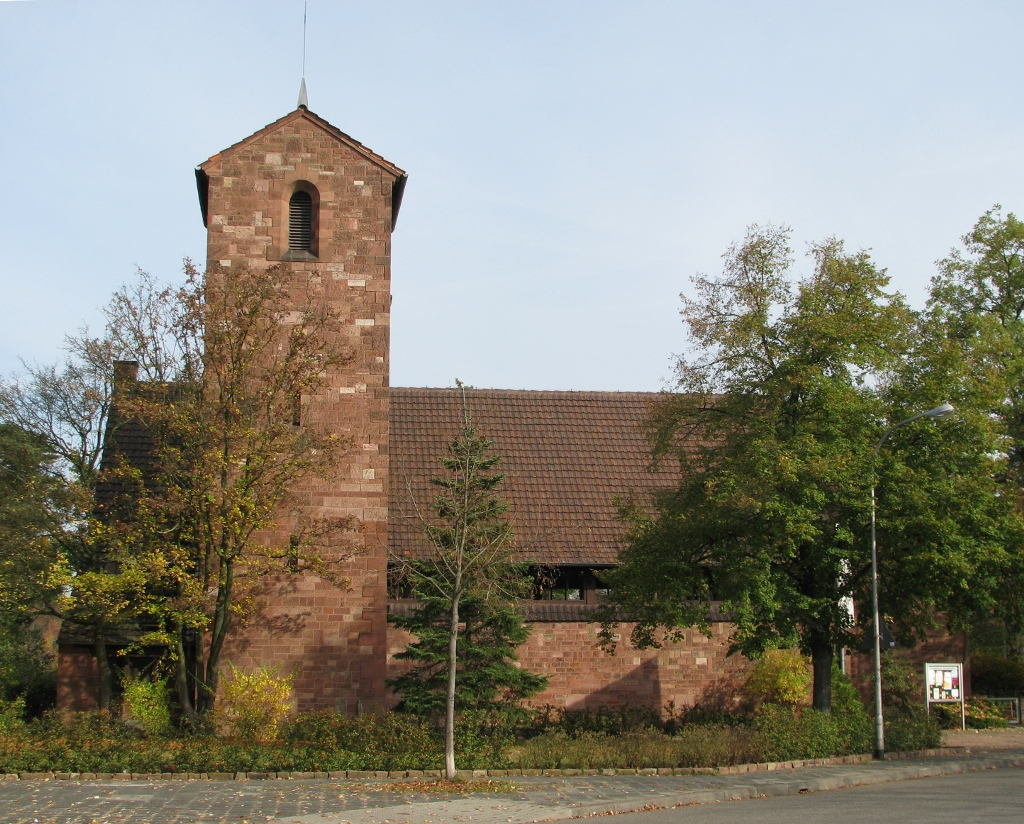
Gnadenkirche

Die Gnadenkirche ist eine evangelische Kirche im Mannheimer Stadtteil Gartenstadt. Sie wurde zwischen 1948 und 1949 nach den Plänen von Otto Bartning erbaut und steht unter Denkmalschutz.

## Geschichte
Die Gartenstadt wurde ab 1912 planmäßig angelegt. Die evangelischen Einwohner besuchten den Gottesdienst in der Waldhöfer Pauluskirche. In den 1930er Jahren plante die Gemeinde den Bau einer eigenen Kirche. Das Pfarrhaus konnte nach den Plänen des Architekten Helmuth Thoma noch fertiggestellt werden, zum Kirchenbau kam es wegen des Zweiten Weltkriegs allerdings nicht mehr. Auch danach erschien aufgrund der großen Not eine Kirche zunächst undenkbar.
Zu Hilfe kam das Notkirchenprogramm der Evangelischen Kirche in Deutschland. Es sah einfache Bauten vor, die nach standardisierten Plänen von Otto Bartning kostengünstig ausgeführt werden konnten. Die Gartenstädter Kirche folgte dem sogenannten Typ B und diente als Vorlage für eine Reihe weiterer Bauten des Programms. Mit der Bauleitung wurde, wie bereits beim Pfarrhaus, Helmuth Thoma beauftragt, der auch zum Teil für die Ausgestaltung des Innenraums verantwortlich zeichnete. Am 19. Juni 1949 konnte die Gnadenkirche schließlich eingeweiht werden. Bis 1954 wurde der Kirchturm errichtet und im Jahr darauf die Glocken geweiht. 1989 wurden die Fenster im Chor durch künstlerisch gestaltete Buntglas-Fenster ersetzt. 2009 wurde der Innenraum renoviert.

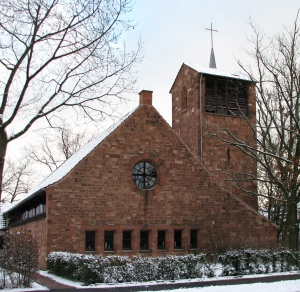
Ansicht von Nordwesten

## Beschreibung
Die Gnadenkirche steht im Westen der Gartenstadt zentral an der Kreuzung mehrerer Straßen auf einem Dreiecksgrundstück. Die Außenmauern und der seitlich stehende Kirchturm bestehen aus sichtbar belassenen roten Trümmerbausteinen.
Im Innern ist das Mauerwerk weiß verputzt. Darüber befindet sich ein Band hochgestellter Fenster. Die hölzerne Satteldachkonstruktion wurde offen belassen und zeigt die Skelettbauweise. Im Osten schließt sich der gemauerte Chor mit einem Tonnengewölbe an. Die Orgel wurde 1952 von Steinmeyer erbaut. Das Geläut besteht aus vier Glocken.
| Name            | Inschrift                                                                                            |
| --------------- | --- |
| Ewigkeitsglocke | Himmel und Erde werden vergehen, das Wort unseres Gottes bleibt ewiglich. (Lk 21,33 )                |
| Taufglocke      | Seht, welch eine Liebe hat uns der Vater erzeigt, dass wir Gottes Kinder heißen sollen. (1 Joh 3,1 ) |
| Gebetsglocke    | Das ist meine Freude, dass ich mich zu Gott halte und verkündige all sein Tun. (Ps 73,28 )           |
| Friedensglocke  | Christus ist unser Friede, er machte Frieden durch sein Blut an seinem Kreuz. (Kol 1,20 )            |